# Plavnice
Plavnice (dříve Plavnička či Malá Plavnice) je osada Kamenného Újezda, ležící od něho asi 1,5 km jihovýchodním směrem.

## Historie
Ve středověku zde stával dvůr, poprvé zmiňovaný v roce 1401 jako majetek pánů z Pořešína. Ve čtyřicátých letech 15. století zde jeho tehdejší majitel, Jan řečený Bílá hlava, sídlil. Roku 1528 jej odkoupil Jan III. z Rožmberka. V letech 1530–1550 je sice uváděn jako majetek krumlovského kláštera klarisek, ale posléze byl opět v držení Rožmberků. V roce 1563 zde nechal Jakub Krčín z Jelčan postavit ovčín a o rok později přibyl i pivovar, jenž nahradil zrušený vidovský pivovar. Kromě toho nechal provést kompletní přestavbu dvora. Objekt bývalého pivovaru, již silně zchátralý, se dochoval do současnosti. Později přešla Plavnice do majetku Schwarzenbergů. Až do první čtvrtiny 20. století patřil zdejší pivovar k těm nejvýznamnějším, které měli Schwarzenberkové v držení. Po pozemkové reformě, kdy došlo k vyvlastnění osady i dvora a přechodu do soukromého vlastnictví, byl provoz pivovaru ukončen. Roku 1953 zde byla vybudována farma státních statků. Z dalších památek se zde nachází barokní sýpka a rovněž barokní socha sv. Jana Nepomuckého.

## Pamětihodnosti
- V kašně pivovaru se v minulosti podařilo najít část náhrobku zvíkovského purkrabího a budějovického lokátora Hirza. Dnes se tato část nachází v klášterním kostele ve Zlaté Koruně.

### Památné stromy
V Plavnici se nachází několik památných dubů:
- Dub pod Plavnicí
- Dub za Plavnicí
- Duby na okraji dvora Plavnice
- Dub u špýcharu